# Jan Jiří Jáchym Slavata z Chlumu a Košumberka
Jan Jiří Jáchym hrabě Slavata z Chlumu a Košumberka (1634/1637 Vídeň – 1. července 1689 Velvary) byl český šlechtic a politik z rodu Slavatů. V závěru života zastával nejvyšší zemské úřady ve správě Českého království, zasloužil se o přestavbu rodového paláce v Praze.

## Mládí u dvora
Narodil se pravděpodobně ve Vídni, kde byl jeho otec Jáchym Oldřich Slavata (1606–1645) vázán dvorskou službou, matkou byla Marie Františka, rozená hraběnka z Meggau (1610–1676). Dětství trávil na cestách mezi Vídní, Telčí a Jindřichovým Hradcem. Od roku 1647 studoval u jindřichohradeckých jezuitů, kromě němčiny ovládal latinu, italštinu a španělštinu, zatímco česky téměř neuměl. V letech 1653–1656 absolvoval tradiční kavalírskou cestu, pobýval převážně v Itálii.
Další roky trávil ve Vídni, kde s hodností císařského komořího pobýval u dvora. Příslib vlivnější dvorské kariéry zůstal nenaplněn i po sňatku 14. ledna 1663 ve Vídni s hraběnkou Marií Markétou z Trautsonu (1643–1698). Marie Markéta dostala věnem 60 000 zlatých a v roce 1662 navíc zdědila polovinu panství Lipová (Hanšpach) v severních Čechách. Jan Jáchym sám v této době žádný pozemkový majetek neměl, dostával apanáž ve výši 5 až 6 000 zlatých ročně z rodového fideikomisu.

## Kariéra v Čechách

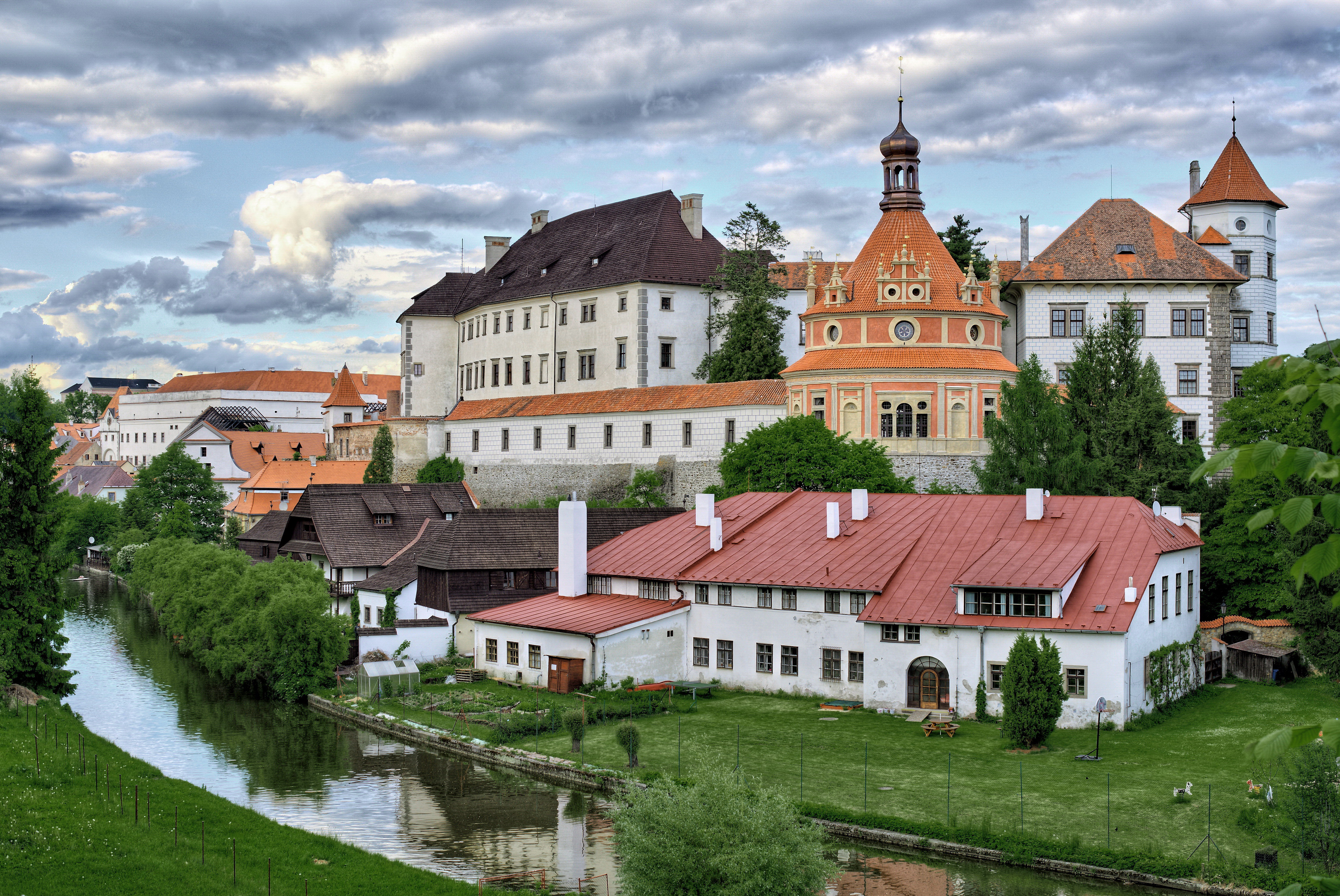
Zámek Jindřichův Hradec

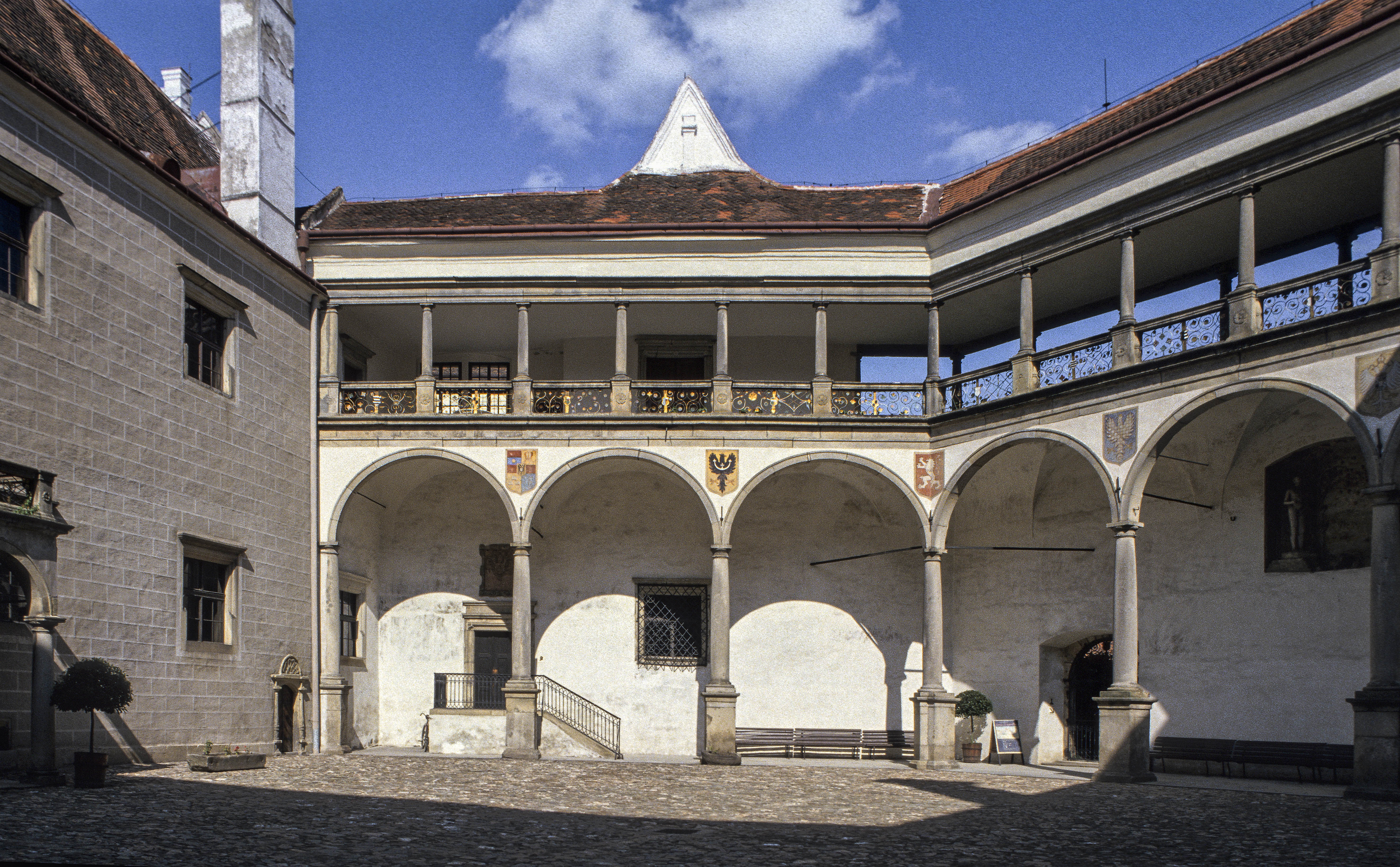
Nádvoří zámku v Telči

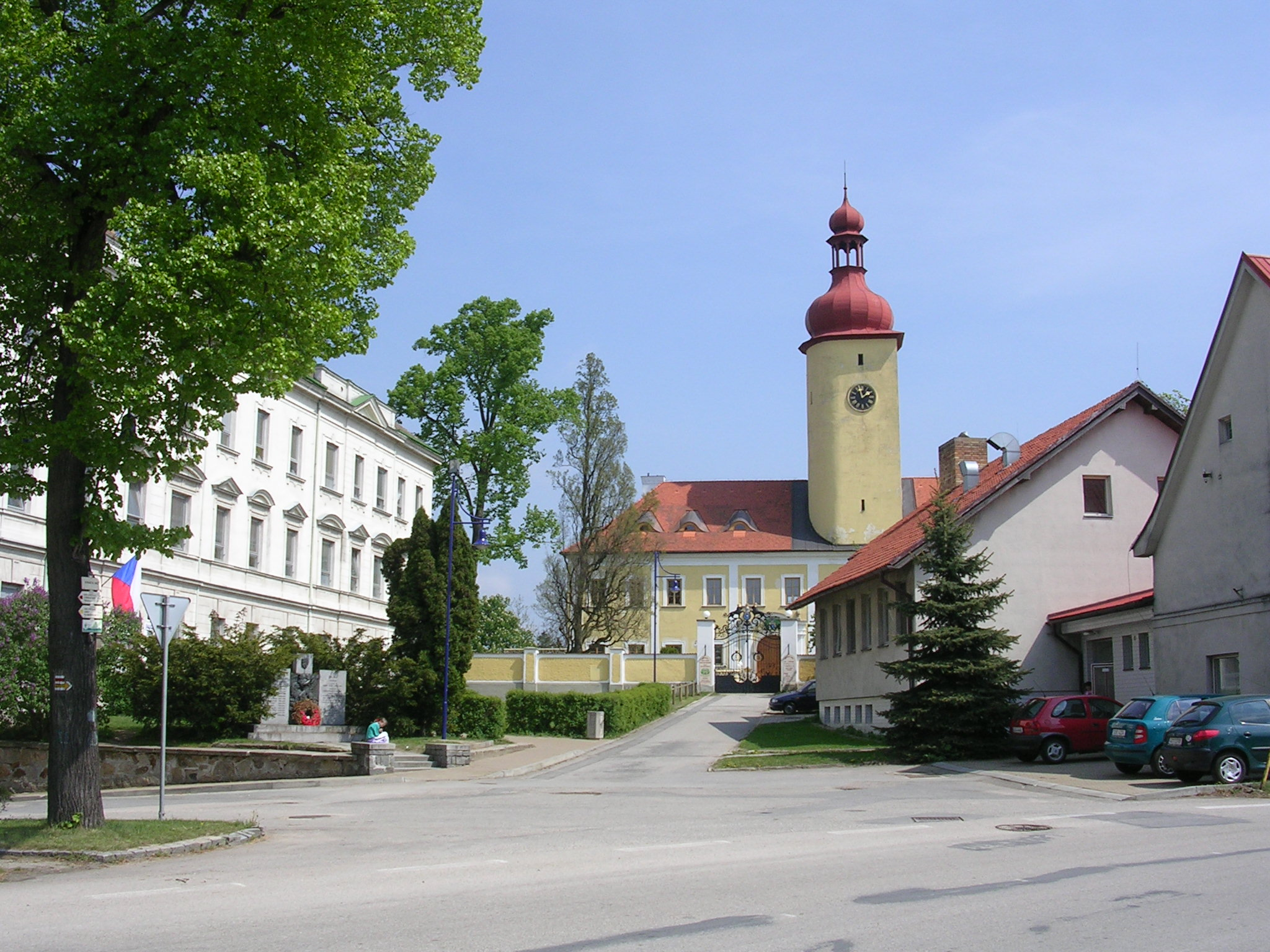
Zámek ve Stráži nad Nežárkou

Společenské postavení Jana Jáchyma Slavaty se změnilo v roce 1673, kdy zemřel jeho starší bratr Ferdinand Vilém (1630–1673). Po něm zdědil kmenová rodová panství Jindřichův Hradec, Telč, Stráž nad Nežárkou, Obříství a další, v roce 1676 po matce zdědil i panství Freistadt v Rakousku, po bratrovi převzal i funkci dvorského sudího (1673–1685), byl jmenován i skutečným císařským tajným radou (1681). V zemské kariéře pokračoval jako nejvyšší sudí (1685–1688) a nakonec nejvyšší hofmistr Českého království (1688–1689). Vzhledem k předchozímu dlouholetému pobytu u vídeňského dvora patřil i jako nejvyšší zemský úředník k oporám habsburské politiky, ale měl pochopení i pro zachování českých zemských práv v rámci monarchie.
Zatímco v šedesátých letech žil střídavě v pronajatém domě ve Vídni a na zámku Lipová, později dělil své pobyty mezi Prahu a Jindřichův Hradec. Na Malé Straně vlastnil v Thunovské ulici rodový palác pánů z Hradce (ten koupil roku 1602 Vilém Slavata, dědeček Jana Jiřího), který nechal přepychově vybavit a vydržoval zde dvůr o počtu kolem 50 osob. Na Smíchově postavil letohrádek s barokní zahradou. Interiéry nechal upravit na zámcích v Jindřichově Hradci a Nové Bystřici, kde také často pobýval.
Zemřel cestou z Teplic do Prahy ve Velvarech 1. července 1689 a pohřben byl o měsíc později v Jindřichově Hradci.

## Rodina
Z manželství s Marií Markétou z Trautsonu (1643–1698) měl deset dětí, všech šest synů ale zemřelo v dětském věku. Z dcer se dospělosti dožily Marie Josefa (1667–1708), provdaná za hraběte Heřmana Jakuba Černína, Marie Magdalena (1673–1700), manželka hraběte Norberta Libštejnského z Kolovrat, a Marie Anežka (1674–1718), vdaná za Františka Viléma Salm-Reifferscheidta. Když krátce poté celý rod Slavatů vymřel, právě manželé dcer Jana Jáchyma Slavaty si rozdělili největší podíly z obrovského slavatovského dědictví.